# Liste der Bodendenkmale in Welle (Niedersachsen)
In der Liste der Bodendenkmale in Welle sind alle Bodendenkmale der niedersächsischen Gemeinde Welle aufgelistet. Die Quelle ist der Denkmalatlas Niedersachsen. Der Stand der Liste ist der 31. Oktober 2024.

## Allgemein

Welle im Landkreis Harburg

In den Spalten finden sich folgende Informationen des Bodendenkmales:
Lagegeographische Koordinaten
BezeichnungBezeichnung lt. Denkmalatlas
BeschreibungBeschreibung lt. Denkmalatlas
IDObjekt-ID
BildBild, ggf. zusätzlich mit Link zu weiteren Fotos im Medienarchiv Wikimedia Commons.

## Kampen
| Lage                        | Bezeichnung          | Beschreibung | ID       | Bild |
| --------------------------- | -------------------- | --- | -------- | ---- |
| 53° 15′ 28″ N, 9° 46′ 47″ O | Kampen 7, Grabhügel  | Flach, zur Hälfte für die Anlage eines Feldweges abgetragen. Im erhaltenen Nordteil eine große Eingrabung. Ehemaliger Durchmesser 12 m, erhaltene Höhe 0,7 m.                                                                                           | 28961239 | BW   |
| 53° 15′ 26″ N, 9° 46′ 52″ O | Kampen 13, Grabhügel | Flach, stark zerwühlt mit alter Eingrabung in der Mitte. Durchmesser 20 m, erhaltene Höhe 0,7 m. | 28961233 | BW   |
| 53° 15′ 25″ N, 9° 46′ 55″ O | Kampen 14, Grabhügel | Das nordöstlichste Viertel erhalten, der Rest durch Weg und Beackerung zerstört. Ursprünglicher Durchmesser ca. 10 m, Höhe nicht mehr messbar. | 28961236 | BW   |
| 53° 15′ 28″ N, 9° 46′ 55″ O | Kampen 15, Grabhügel | Durch weitgehende Abgrabungen steht nur noch ein ca. 5 m breiter, sichelförmiger Rest im Südosten. Ehemaliger Durchmesser 15 m, erhaltene Höhe 0,50 m.                                                                                                  | 28961240 | BW   |
| 53° 15′ 27″ N, 9° 46′ 52″ O | Kampen 16, Grabhügel | Sehr flach, zerwühlt. Westseite bei Anlage eines Forstweges abgetragen. Durchmesser 15 m, erhaltene Höhe 0,6 m. | 28961230 | BW   |
| 53° 15′ 24″ N, 9° 46′ 57″ O | Kampen 17, Grabhügel | Flach, Durchmesser ca. 10 Meter und Höhe ca. 0,6 Meter. | 28961238 | BW   |
| 53° 15′ 29″ N, 9° 46′ 53″ O | Kampen 18, Grabhügel | Gut erhalten mit zentraler Eingrabung und Tierbauen. Durchmesser ca. 12 m, erhaltene Höhe ca. 1 m. | 28961242 | BW   |
| 53° 13′ 53″ N, 9° 46′ 0″ O  | Kampen 21, Grabhügel | Ehemals gleichmäßig gewölbt mit leicht abgegrabener Südseite und trichterförmiger Eingrabung im Zentrum. Aktuell Hügelrand im Süden und Osten noch erkennbar, ansonsten unregelmäßige Form und Verflachung. Durchmesser ca. 10 m, erhaltene Höhe 0,6 m. | 28961243 | BW   |
| 53° 13′ 54″ N, 9° 45′ 59″ O | Kampen 32, Grabhügel | Sehr flacher Grabhügelrest, als hufeisenförmiger Wall mit umlaufendem Graben erkennbar. Hügelbasis nach Süden zur Sandabbaukante abgebrochen. Durchmesser 10 m, erhaltene Höhe 0,4 m.                                                                   | 28961244 | BW   |

## Welle
| Lage                        | Bezeichnung        | Beschreibung | ID       | Bild |
| --------------------------- | ------------------ | --- | -------- | ---- |
| 53° 14′ 22″ N, 9° 49′ 20″ O | Welle 21, Landwehr | Auf erhöhtem Gelände westlich der Este, von Nordosten nach Südwesten verlaufende Landwehr. Sie besteht aus einem von zwei parallelen Gräben eingeschlossenen Wall, wobei die Teilstücke unterschiedlich erhalten sind. Im Südwesten durch zwei moderne Gräbchen gestört, die Breite 6 m, erhaltene Höhe 0,3 m. Weiter nördlich ist der Wall nur verschliffen erhalten, mehrere Abschnitte des Grabens werden für moderne Feldwege genutzt. Die Wallbreite liegt hier zwischen 4 und 6 m, mit 1 m bis 1,5 m erhaltener Höhe und abgerundeten Profilen. | 28959949 | BW   |
| 53° 14′ 16″ N, 9° 49′ 6″ O  | Welle 21, Landwehr | | 36144160 | BW   |